# Korșoveț, Luțk
Korșoveț (în ucraineană Коршовець, poloneză Korszewiec) este un sat în comuna Promin din raionul Luțk, regiunea Volînia, Ucraina.

## Demografie
Componența lingvistică a localității Korșoveț
     Ucraineană (99,43%)
     Alte limbi (0,58%)
Conform recensământului din 2001, majoritatea populației localității Korșoveț era vorbitoare de ucraineană (99,43%), existând în minoritate și vorbitori de alte limbi.